# 후 레 왕조
후 레 왕조(後黎朝, 베트남어: Nhà Hậu Lê / 家後黎, 전기: 1428년 ~ 1527년, 후기: 1533년 ~ 1789년)는 레러이에 의해 건국된 대월의 왕조이다.
베트남의 역사에서 두 개의 레 왕조가 존재했기 때문에 980년에 레호안이 세운 여조를 전 레 왕조로 하고, 1428년에 세워진 여조를 후여조라고 불러 구별한다. 또한 막 왕조의 찬탈에 의한 공백 기간(1527년 ~ 1533년을 경계로 하여 전기(1428년 ~ 1527년)와 후기(1533년 ~ 1789년)로 나눈다.

## 전기 역사
15세기 초기 명나라는 베트남을 지배하에 두고 있었지만, 타인호아 지방 구릉지대의 농민 출신의 레러이(黎利)는 1418년 동지를 규합하여 명나라 지배에 반대하는 봉기를 일으켜 명나라군을 완전히 국외로 축출하고 베트남 독립을 회복했다. 그리고 1428년 하노이에서 황제의 자리에 올라 국호를 대월(大越)로 정하고 레 왕조를 창시했다.
레러이는 황족을 푸대접하고, 황제독재체제를 시행하려고 했다. 그러나 그의 사후, 정권의 중추는 레러이와 함께 명나라와 전투를 벌린 개국공신(대부분이 청화 출신)에 의해서 차지하였다. 개국공신들은 역대 황제를 서로 혼인 관계를 맺어, 지방에 많은 영지를 가진 호족으로서 정권을 주도했다. 전기 레 왕조의 역사는 개국공신과 그의 자손사이의 권력 투쟁이 제위 계승 싸움과 결합되는 형태로 변화했다. 레 왕조는 군제, 지방제도, 재정제도를 잘 정비하고 명조에도 사신을 보내어 책봉(冊封)을 받음으로써 내정·외교가 함께 안정되어 15세기 말에는 그 권세의 절정기를 맞게 되었다. 레 왕조 지배시대는 베트남의 예술이나 문학이 장려되어 개화한 시기이기도 했다. 물론 이들 분야에서 중국의 영향이 강했다는 것은 부정할 수 없다. 그러나 동시에 각각의 작품은 자유로움과 민족적 독자성이 두드러진 특색을 나타내고 있다.
1434년 레러이가 죽자, 아들인 레타이똥이 즉위 했다. 즉위 할때에 불과 11살이였고, 당초 레삿(Lê Sát)  이라고 하는 인물이 섭정에 임하고 있었지만, 친정을 개시하였다. 또 태종 시대에 과거제도를 확립하여, 1442년에는 첫 진사 합격자를 등용하였다.
1443년 레년똥이 불과 2살에 즉위 하여, 예전보다 레 왕조와 참파와의 분쟁이 계속되었다. 참파와 전투 중에서 참파왕 마하브샤를 포로로 잡는 등, 군사적으로 강했던 시기를 맞이하였다. 그러나 생모 즈엉티(Dương Thị)가 태종의 총애를 잃어 즉위 할 수 없었던 것을 원망한 레응이전(Lê Nghi Dân)이 1459년 궁에 침입하여 인종과 그 생모 레티(Lê Thị)를 살해하여 스스로 황제에 즉위한 사건이 발생했다. 여기에 레 왕조 조정에 혼란이 생겼지만, 1460년 응우옌씨(Nguyễn Xí)와 딘리엣(Đinh Liệt)등의 세력이 레응이전을 폐위시키고, 태종의 넷째 아들인 레타인똥(Lê Thánh Tông)을 옹립 하였다.
성종의 시대는 명나라와 우호 관계가 유지된 것에 대하여, 참파와 대립이 심해졌던 시대이다. 1470년 참파 제15왕조 제 2대왕인 반 라체트안이 화주에 침공하자, 레 성종은 25만 군사를 이끌고 참파의 수도인 비자야를 공략하여 라체트안을 포로로 잡고, 참파를 예속 하였다. 이후 소수 민족(참인)으로서 명맥을 유지할 뿐이었다. 라오스에 존재한 란쌍 왕국 공격을 하였고 그 외 율령제도의 정비 등에 의해서 번영을 맞이하였다. 성종은 개국공신 세력을 제압하였다. 그러나 그 번영도 계속되지 않고, 그 다음 세대인 헌종(Hiến Tông)이 요절하고, 그 아들인 숙종(Túc Tông), 위묵제(Uy Mục)가 연달아 즉위 했지만, 국운은 더 쇠약해져갔다.
특히 위묵제의 포학성은 명사인 허천석이 뀌브엉라고 기록되었고, 1509년 사촌동생 레쯔우를 중심으로 하는 쿠데타가 발생하여, 레쯔우는 뜨엉즉제로서 즉위 했다. 그러나 양익제도 즉위 후는 향락에 빠져, 황족을 살해하는 등의 포학성을 들어내어 반란이 연달아 일어나고, 1516년 살해되었고 계속되어 티에우똥이 즉위 하게 되었다.
이 시기가 되면서 조정 내의 권신이 사병으로 항쟁을 펼치게 되었다. 이 상황에서 티에우똥이 하이즈엉출신의 무인 막당중이 관군의 지휘를 맡기면서, 막당중의 전횡이 심해져서, 그 전횡에 신변의 위험을 느낀 티에우똥은 궁을 탈출하여, 떠이낀의 찐뚜이에게 도망갔다.
막당중은 티에우똥을 추적하는 군사를 보내는 것과 동시에, 티에우똥의 동생 꿍호앙데를 옹립 하였다. 이렇게 하여 꿍호앙데를 허수아비 황제를 세운 막등용과 소종을 보호하는 정수의 사이에서 항쟁이 일어났다. 이 항쟁은 막등용이 유리하게 진행되어 1525년에는 소종을 연금 하여 1527년 살해하는 것과 동시에 공황제에게 선양을 강요하여 레 왕조는 멸망했다.

## 후기 역사
막당중에 의해 레 왕조는 멸망했지만, 레 왕조의 옛 신하인 응우옌낌(Nguyễn Kim, 阮淦)은 1532년 레닌을 옹립 하여 반막 왕조 타도를 전개하여, 다음 해에는 레닌을 황제(장종)에 즉위 시켜 레 왕조의 재흥을 하였다. 무력으로 대립한 막 왕조와 이외에도 명나라에 정유료를 사신으로 보내어 레닌이 대월국의 국왕의 정통성 승인을 요구하는 것과 동시에, 찬탈자인 막등용에게 문죄를 요구하였다.
후기 레 왕조의 실권은 응우옌낌이 장악하고 있었지만, 막 왕조에서 항복한 장수에게 암살되어 사위 찐끼엠(Trịnh Kiểm, 鄭檢)이 뒤를 이었다. 이후, 레 왕조의 실권을 장악 하는 찐씨와 막씨와의 사이에 내전이 계속되었다. 1592년 찐끼엠의 아들인 찐뚱(Trịnh Tùng, 鄭松)이 정권을 장악하고, 하노이를 탈취한 찐뚱은 막 왕조의 군주인 막머우헙을 살해하고, 여기에서 레 왕조를 부흥시켰다.
그러나 후기 레 왕조는 레씨의 황위가 말로만 회복됐지 그 실권은 찐씨의 수중에 있어, 레 왕조 황제는 허수아비 군주였다. 레막전쟁을 통해서 레 왕조는 완전하게 찐뚱에 의해 장악 되었다. 1599년에는 영종(Lê Trung Tông, 黎英宗)을 살해하고, 다섯 번째 아들인 세종(Lê Thế Tông, 黎世宗)을 옹립 하여 스스로는 평안왕이 되어, 세종이 죽고 경종을 옹립 하였고, 1619년 경종을 살해하고 신종( Lê Thần Tông, 黎神宗)을 옹립하였다. 또 찐뚱의 후계자인 찐짱(Trịnh Tráng, 鄭梉)은 남명(南明)으로부터 부왕으로 책봉되고 또 그 아들인 찐딱(Trịnh Tạc, 鄭柞)은 서왕(Tây Vương, 西王)을 자칭하는 등, 북부 하노이를 거점으로 하여 실질적인 통치자가 되었다.
찐씨가 막 왕조와 사투를 펼치는 동안, 응우옌낌의 아들 응우옌호앙(Nguyễn Hoàng, 阮潢)은 찐끼엠으로부터 몸을 지키기 위해, 당시 변경이었던 투언호아(Thuận Hóa),꽝남의 지방장관으로서 부임했다. 이후, 푸쑤언(현 후에)을 거점으로 현재의 중부 베트남에서 지반을 굳혀 반독립 정권(광남 완씨)을 만들어냈지만, 1592년 찐씨가 하노이를 공략한 후에는 군사를 이끌고 북상, 막씨 잔당 진압에 활약하는 등, 찐씨와 표면화해 대립할 것은 없었다. 응우옌호앙이 죽고, 아들 응우옌푹응우옌(Nguyễn Phúc Nguyên, 阮福源) 때 찐씨와 응우옌씨와의 관계는 급속히 악화되었다. 17세기 두 정권은 격돌하다가, 결과를 보는 일 없이 휴전 상태에 들어갔다.
1771년 남방을 지배하고 있던 응우옌씨에 폭정으로 대항하여 떠이선당의 난이 일어나자, 응우옌씨 세력이 멸망하자, 레 왕조 황제의 실권 회복을 주장하는 떠이선 왕조는 일족 내에서 정황이 동요하고 있던 찐씨 토벌로 향하고, 1786년 찐씨 세력을 멸망시켰다. 하노이에서 허수아비 군주로 지냈던 찌에우통제는 1788년 떠이선 왕조에게 저항하고자, 청나라의 원군을 얻어 반격을 했지만, 응우옌 후에가 인솔하는 군사에 패망 청나라에 망명하여 후 레 왕조는 멸망했다.

## 역대 황제

### 전기
| 대수     | 묘호                         | 시호 | 성명                                          | 생존기간        | 재위 기간       | 연호                                                            | 능호            |
| -------- | ---------------------------- | --- | --------------------------------------------- | --------------- | --------------- | --------------------------------------------------------------- | --------------- |
| (추존)   | 고상조 (高上祖)              | 명황제 (明皇帝)                                                                                            | 레호이 (Lê Hối / 黎誨 / 려회)                 | ? ~ ?           | -               | -                                                               | -               |
| (추존)   | 현조 (顯祖)                  | 소덕지인택황제 (昭德至仁澤皇帝)                                                                            | 레딘 (Lê Đinh / 黎汀 / 려정)                  | ? ~ ?           | -               | -                                                               | 래문릉 (來聞陵) |
| (추존)   | 선조 (宣祖)                  | 헌문예철복황제 (憲文睿哲福皇帝)                                                                            | 레코앙 (Lê Khoáng / 黎曠 / 려광)              | ? ~ ?           | -               | -                                                               | 불황릉 (佛皇陵) |
| 1        | 태조 (太祖)                  | 통천계운성덕신공예문영무관명용지홍의지명대효고황제 (統天啓運聖德神功睿文英武寬明勇智弘義至明大孝高皇帝)    | 레러이 (Lê Lợi / 黎利 / 려리)                 | 1385년 ~ 1433년 | 1428년 ~ 1433년 | 투언티엔 (順天) 1428년 ~ 1433년                                 | 영릉 (永陵)     |
| 2        | 태종 (太宗)                  | 계천체도현덕성공흠명문사영예인철소헌건중문황제 (繼天體道顯德聖功欽明文思英睿仁哲昭憲建中文皇帝)            | 레응우옌롱 (Lê Nguyên Long / 黎元龍 / 려원룡) | 1423년 ~ 1442년 | 1433년 ~ 1442년 | 티에우빈 (紹平) 1433년 ~ 1439년 다이바오 (大寶) 1440년 ~ 1442년 | 우릉 (祐陵)     |
| 3        | 인종 (仁宗)                  | 흠문인효선면총예선황제 (欽文仁孝宣明聰睿宣皇帝)                                                            | 레방꺼 (Lê Bang Cơ / 黎邦基 / 려방기)         | 1441년 ~ 1459년 | 1442년 ~ 1459년 | 다이호아(大和) 1443년 ~ 1453년 지엔닌 (延寧) 1454년 ~ 1459년    | 목릉 (穆陵)     |
| 4        | -                            | - (여덕후(厲德侯))                                                                                         | 레응이전 (Lê Nghi Dân / 黎宜民 / 려의민)      | 1439년 ~ 1460년 | 1459년 ~ 1460년 | 티엔흥 (天興) 1459년 ~ 1460년                                   | -               |
| 5        | 성종 (聖宗)                  | 숭천광운고명광정지덕대공성문신무달효순황제 (崇天廣運高明光正至德大功聖文神武達孝淳皇帝)                    | 레뜨타인 (Lê Tư Thành / 黎思誠 / 려사성)      | 1442년 ~ 1497년 | 1460년 ~ 1497년 | 꽝투언 (光順) 1460년 ~ 1469년 홍득 (洪德) 1470년 ~ 1497년       | 소릉 (昭陵)     |
| 6        | 헌종 (憲宗)                  | 체천응도무덕지인소문소무선철흠성창효예황제 (體天凝道懋德至仁昭文紹武宣哲欽聖彰孝睿皇帝)                    | 레짜인 (Lê Tranh / 黎鏳 / 려쟁)               | 1461년 ~ 1504년 | 1497년 ~ 1504년 | 까인통 (景統) 1498년 ~ 1504년                                   | 유릉 (裕陵)     |
| 7        | 숙종 (肅宗)                  | 소의현인온공연묵돈효윤공흠황제 (昭義顯仁溫恭淵默惇孝允恭欽皇帝)                                            | 레투언 (Lê Thuần / 黎㵮 / 려순)               | 1488년 ~ 1504년 | 1504년          | 타이찐 (泰貞) 1504년                                            | 경릉 (敬陵)     |
| 8        | -                            | 위목제 (威穆帝) (1517년 레 소종)                                                                           | 레뚜언 (Lê Tuấn / 黎濬 / 려준)                | 1488년 ~ 1510년 | 1504년 ~ 1509년 | 도안카인 (端慶) 1505년 ~ 1509년                                 | 안릉 (安陵)     |
| (추존)   | 덕종 (德宗) (1517년 레 소종) | 배천후성온양광명문철관홍창신수휴목효건황제 (配天詡聖溫良光明文哲寬弘彰信綏休穆孝建皇帝) (1509년 레 양익제) | 레떤 (Lê Tân / 黎鑌 / 려빈)                   | 1466년 ~ 1503년 | -               | -                                                               | 수절릉 (受節陵) |
| 9        | -                            | 양익제 (襄翼帝) (1517년 레 소종)                                                                           | 레오아인 (Lê Oánh / 黎瀠 / 려형)              | 1495년 ~ 1516년 | 1509년 ~ 1516년 | 홍투언 (洪順) 1509년 ~ 1516년                                   | 원릉 (元陵)     |
| 10       | -                            | - | 레꽝찌 (Lê Quang Trị / 黎光治 / 려광치)       | 1509년 ~ 1516년 | 1516년          | 홍투언 (洪順) 1516년                                            | -               |
| (추존)   | 명종 (明宗) (1517년 레 소종) | 철황제 (哲皇帝)                                                                                            | 레숭 (Lê Súng / 黎漴 / 려충)                  | ? ~ 1509년      | -               | -                                                               | 강릉 (康陵)     |
| 11       | 소종 (昭宗)                  | 신황제 (神皇帝)                                                                                            | 레이 (Lê Y / 黎椅 / 려의)                     | 1500년 ~ 1527년 | 1516년 ~ 1522년 | 꽝티에우 (光紹) 1516년 ~ 1522년                                 | 영흥릉 (永興陵) |
| (비정통) | -                            | - | 레방 (Lê Bảng / 黎榜 려방)                    | ? ~ ?           | 1518년 ~ 1519년 | 다이득 (大德) 1518년 ~ 1519년                                   | -               |
| (비정통) | -                            | - | 레조 (Lê Do / 黎槱 / 려유)                    | ? ~ 1519년      | 1519년          | 티엔히엔 (天憲) 1519년                                          | -               |
| 12       | -                            | 공황제 (恭皇帝)                                                                                            | 레쑤언 (Lê Xuân / 黎椿 / 려춘)                | 1507년 ~ 1527년 | 1522년 ~ 1527년 | 통응우옌 (統元) 1522년 ~ 1527년                                 | 화양릉 (華陽陵) |

### 후기
| 대수     | 묘호                         | 시호                                                                                            | 성명                                         | 생존기간        | 재위기간                        | 연호 | 능호            |
| -------- | ---------------------------- | ----------------------------------------------------------------------------------------------- | -------------------------------------------- | --------------- | ------------------------------- | --- | --------------- |
| 13       | 장종 (莊宗)                  | 유황제 (裕皇帝)                                                                                 | 레닌 (Lê Ninh / 黎寧 /려녕)                  | ? ~ 1548년      | 1533년 ~ 1548년                 | 응우옌호아 (元和) 1533년 ~ 1548년 | 경릉 (景陵)     |
| (임시)   | -                            | -                                                                                               | 레히엔 (Lê Hiến / 黎憲 / 려헌)               | ? ~ ?           | 1533년 ~ 1536년                 | 꽝찌에우 (光照) 1533년 ~ 1536년 | -               |
| 14       | 중종 (中宗)                  | 무황제 (武皇帝)                                                                                 | 레후옌 (Lê Huyên / 黎暄 / 려훤)              | 1535년 ~ 1556년 | 1548년 ~ 1556년                 | 투언빈 (順平) 1549년 ~ 1556년 | 연릉 (延陵)     |
| (추존)   | 효종 (孝宗) (레 영종)        | 인황제 (仁皇帝) (레 영종)                                                                       | 레주이코앙 (Lê Duy Khoáng / 黎維纊 / 려유광) | -               | -                               | - | 화악릉 (花岳陵) |
| 15       | 영종 (英宗)                  | 준황제 (峻皇帝)                                                                                 | 레주이방 (Lê Duy Bang / 黎維邦 / 려유방)     | 1532년 ~ 1573년 | 1556년 ~ 1573년                 | 티엔흐우 (天佑) 1557년 찐찌 (正治) 1558년 ~ 1571년 | 포위릉 (布衛陵) |
| 16       | 세종 (世宗)                  | 적순강정용과의황제 (積純剛正勇果毅皇帝)                                                         | 레주이담 (Lê Duy Đàm / 黎維潭 / 려유담)      | 1567년 ~ 1599년 | 1573년 ~ 1599년                 | 홍푹 (洪福) 1572년 자타이 (嘉泰) 1573년 ~ 1577년 꽝흥 (光興) 1578년 ~ 1599년 | 귀산릉 (歸山陵) |
| 17       | 경종 (敬宗) (1632년 레 신종) | 간휘제 (簡輝帝) (1619년 찐뚱) 현인유경수복혜황제 (顯仁裕慶綏福惠皇帝) (1632년 레 신종)          | 레주이떤 (Lê Duy Tân / 黎維新 / 려유신)      | 1588년 ~ 1619년 | 1599년 ~ 1619년                 | 턴득 (愼德) 1600년 호앙딘 (弘定) 1600년 ~ 1619년 | 화만릉 (花巒陵) |
| 18       | 신종 (神宗)                  | 연황제 (淵皇帝)                                                                                 | 레주이끼 (Lê Duy Kỳ / 黎維祺 / 려유기)       | 1607년 ~ 1662년 | 1619년 ~ 1643년 1649년 ~ 1662년 | 빈또 (永祚) 1619년 ~ 1629년 득롱 (德隆) 1629년 ~ 1635년 즈엉호아 (陽和) 1635년 ~ 1643년 카인득 (慶德) 1649년 ~ 1653년 틴득 (盛德) 1653년 ~ 1658년 빈토 (永壽) 1658년 ~ 1662년 반카인 (萬慶) 1662년 | 군옥릉 (群玉陵) |
| 19       | 진종 (眞宗)                  | 순황제 (順皇帝)                                                                                 | 레주이흐우 (Lê Duy Hựu / 黎維祐 / 려유우)    | 1630년 ~ 1649년 | 1643년 ~ 1649년                 | 푹타이 (福泰) 1643년 ~ 1649년 | 화포릉 (花浦陵) |
| 20       | 현종 (玄宗)                  | 활달예총강의중정온유화락흠명문사윤공각양목황제 (闊達睿聰剛毅中正溫儒和樂欽明文思允恭恪讓穆皇帝) | 레주이부 (Lê Duy Vũ / 黎維䄔 / 려유구)       | 1654년 ~ 1671년 | 1662년 ~ 1671년                 | 까인찌 (景治) 1663년 ~ 1671년 | 과성릉 (果盛陵) |
| 21       | 가종 (嘉宗)                  | 관명민달인과휘유극인독의미황제 (寬明敏達因果徽柔克仁篤義美皇帝)                                 | 레주이꼬이 (Lê Duy Cối / 黎維禬 / 려유회)    | 1661년 ~ 1675년 | 1672년 ~ 1675년                 | 즈엉득 (陽德) 1672년 ~ 1674년 득응우옌 (德元) 1674년 ~ 1675년 | 복안릉 (福安陵) |
| 22       | 희종 (熙宗)                  | 총민영과돈활관유위도휘공장황제 (聰敏英果敦闊寬裕偉度徽恭章皇帝)                                 | 레주이히엡 (Lê Duy Hiệp / 黎維祫 / 려유협)   | 1663년 ~ 1716년 | 1675년 ~ 1705년                 | 빈찌 (永治) 1676년 ~ 1680년 찐호아 (正和) 1680년 ~ 1705년 | 부녕릉 (富寧陵) |
| 23       | 유종 (裕宗)                  | 순정휘유온간자상관혜존묘화황제 (純正輝柔溫簡慈祥寬惠尊卯和皇帝)                                 | 레주이드엉 (Lê Duy Đường / 黎維禟 / 려유당)  | 1680년 ~ 1731년 | 1705년 ~ 1729년                 | 빈틴 (永盛) 1705년 ~ 1720년 바오타이 (保泰) 1720년 ~ 1729년 | 금석릉 (金石陵) |
| 24       | -                            | - (혼덕공(昏德公))                                                                              | 레주이프엉 (Lê Duy Phường / 黎維祊 / 려유팽) | 1709년 ~ 1735년 | 1729년 ~ 1732년                 | 빈카인 (永慶) 1729년 ~ 1732년 | -               |
| 25       | 순종 (純宗)                  | 관호돈민유손근각진점간황제 (寬豪惇敏柔巽謹恪陳漸簡皇帝)                                         | 레주이뜨엉 (Lê Duy Tường / 黎維祥 / 려유상)  | 1699년 ~ 1735년 | 1732년 ~ 1735년                 | 롱득 (龍德) 1732년 ~ 1735년 | 평오릉 (平吳陵) |
| 26       | 의종 (懿宗)                  | 온가장숙계단명민관홍연예휘황제 (溫嘉莊肅啓瑞明愍寬洪淵睿徽皇帝)                                 | 레주이턴 (Lê Duy Thận / 黎維祳 / 려유신)     | 1719년 ~ 1759년 | 1735년 ~ 1740년                 | 빈흐우 (永佑) 1735년 ~ 1740년 | 부려릉 (扶黎陵) |
| 27       | 현종 (顯宗)                  | 영황제 (永皇帝)                                                                                 | 레주이지에우 (Lê Duy Diêu / 黎維祧 / 려유조) | 1717년 ~ 1786년 | 1740년 ~ 1786년                 | 까인흥 (景興) 1740년 ~ 1786년 | 반석릉 (盤石陵) |
| (비정통) | -                            | -                                                                                               | 레주이멋 (Lê Duy Mật / 黎維 / 려유밀)        | ? ~ 1769년      | 1767년 ~ 1769년                 | - | -               |
| (추존)   | 우종 (佑宗) (1786년 소통제)  | 연황제 (衍皇帝) (1786년 소통제)                                                                 | 레주이비 (Lê Duy Vĩ / 黎維禕 / 려유의)       | ? ~ 1771년      | -                               | - | 동릉 (同陵)     |
| 28       | -                            | 민황제 (愍皇帝) (1884년 응우옌 왕조 끼엔푹 황제)                                                | 레주이끼 (Lê Duy Kỳ / 黎維祁 / 려유기)       | 1765년 ~ 1793년 | 1786년 ~ 1789년                 | 찌에우통 (昭統) 1787년 ~ 1789년 | 반석릉 (磐石陵) |

## 후 레 왕조의 예술

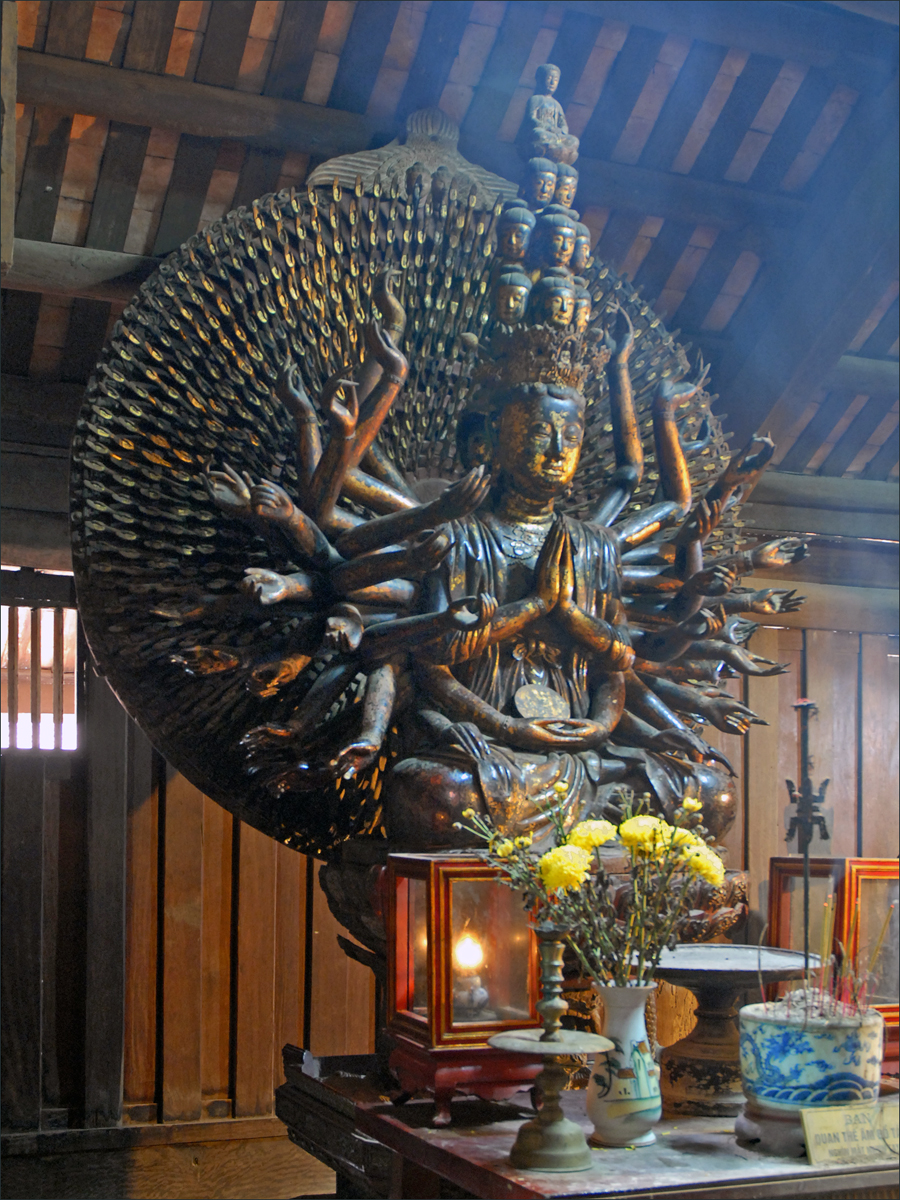
진홍색 금박목재로 만들어진 복원된 관세음보살상  베트남어: Lê dynasty, autumn of Bính Thân year (1656), from 베트남어: Bút Tháp pagoda in Bac Ninh Province
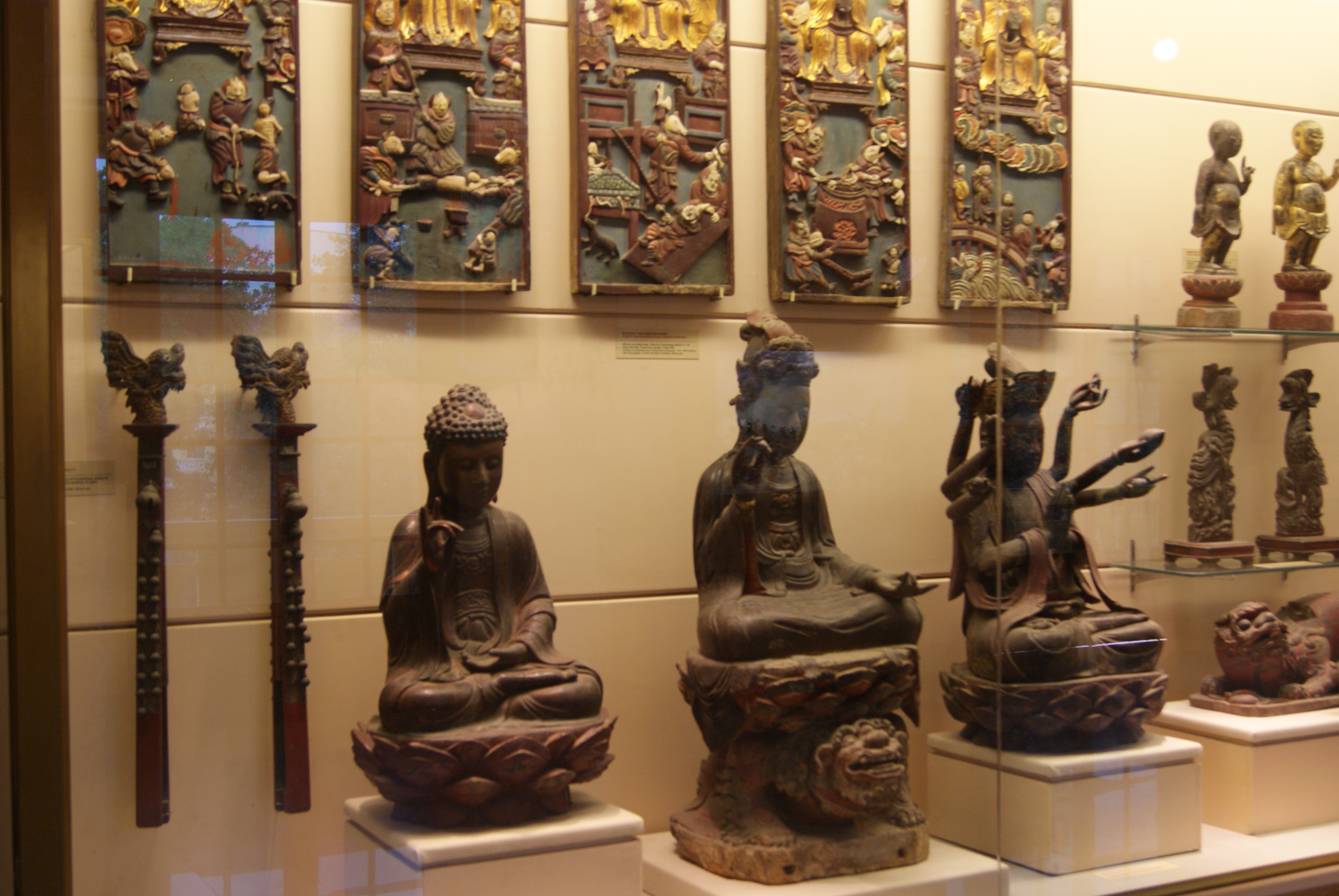
16세기의 목조 예술품
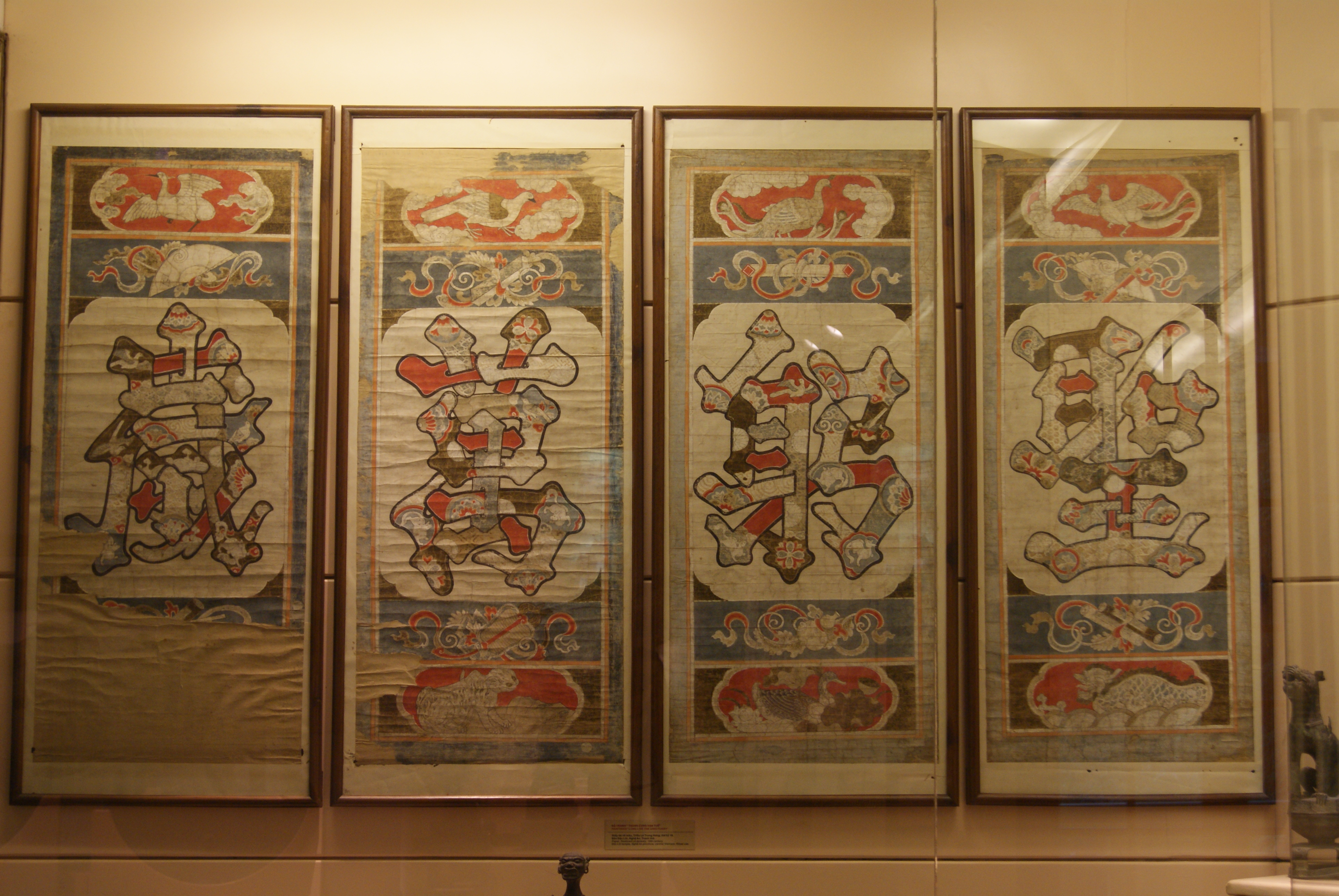
목판화 "베트남어: Thánh Cung vạn tuế" ("Long live his Imperial Majesty") from XVIII century-Nghệ An
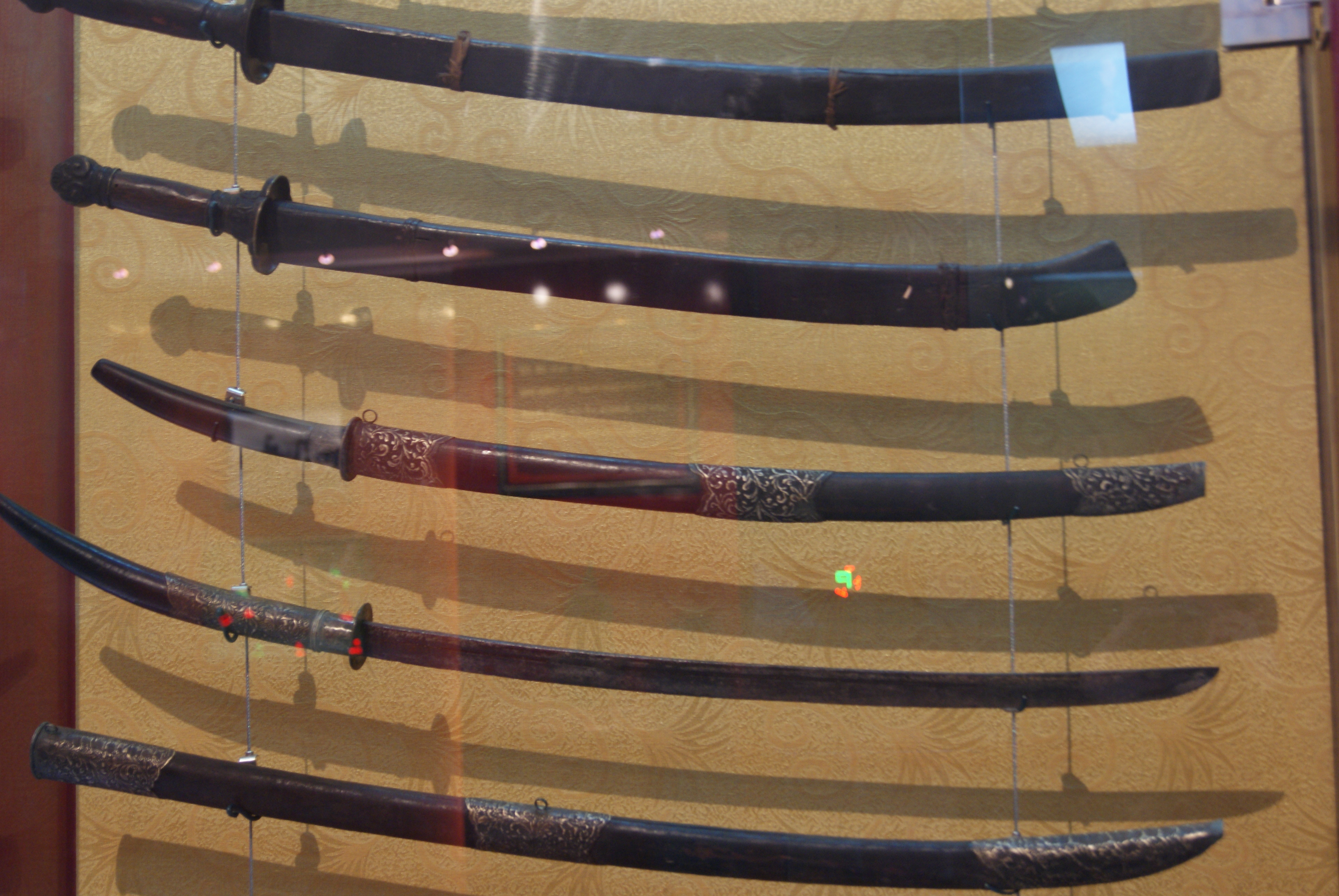
17세기 베트남 북부의 칼날
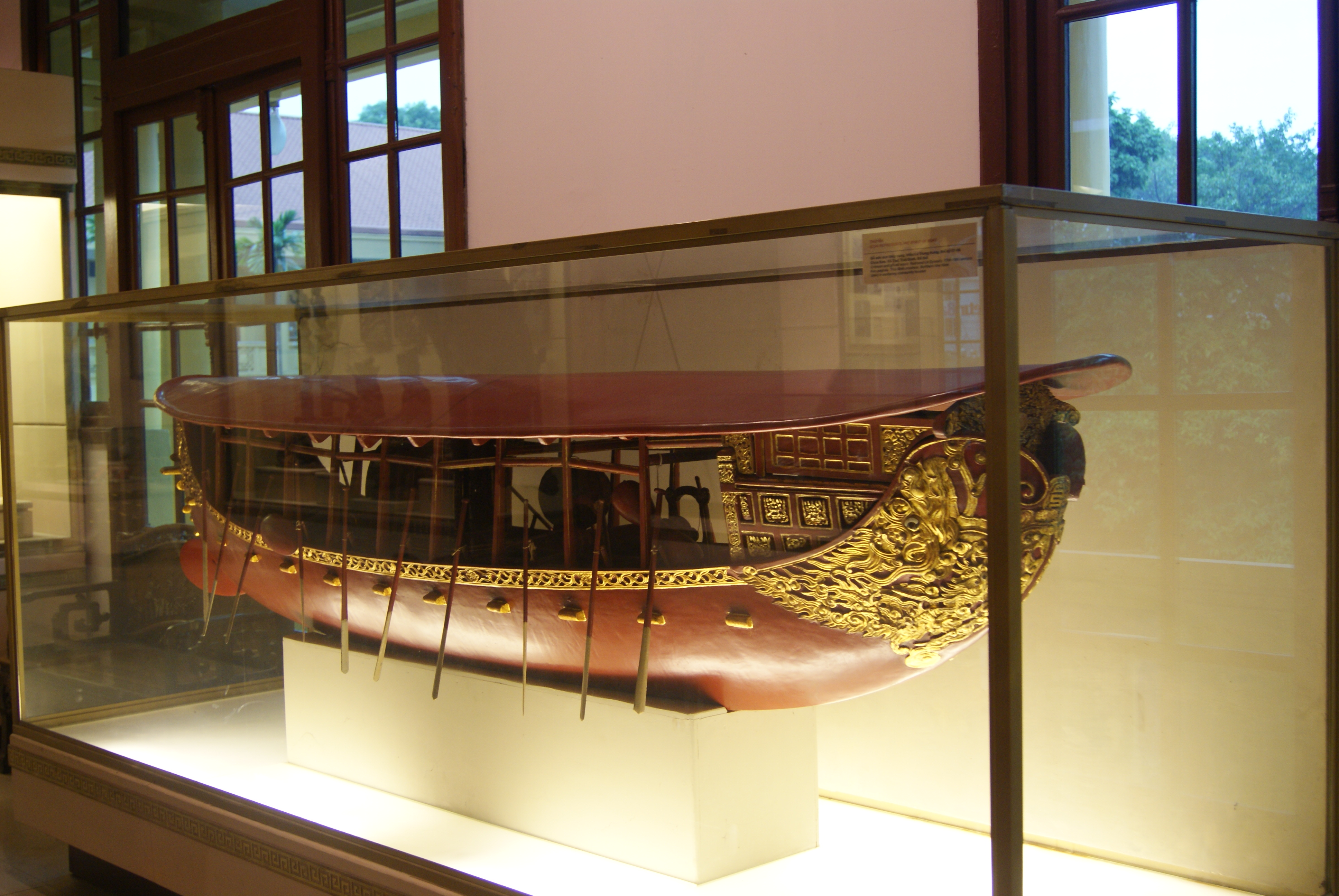
16세기 베트남 전투함 모델, 타이 빈의 케오 파고다 숭배 대상
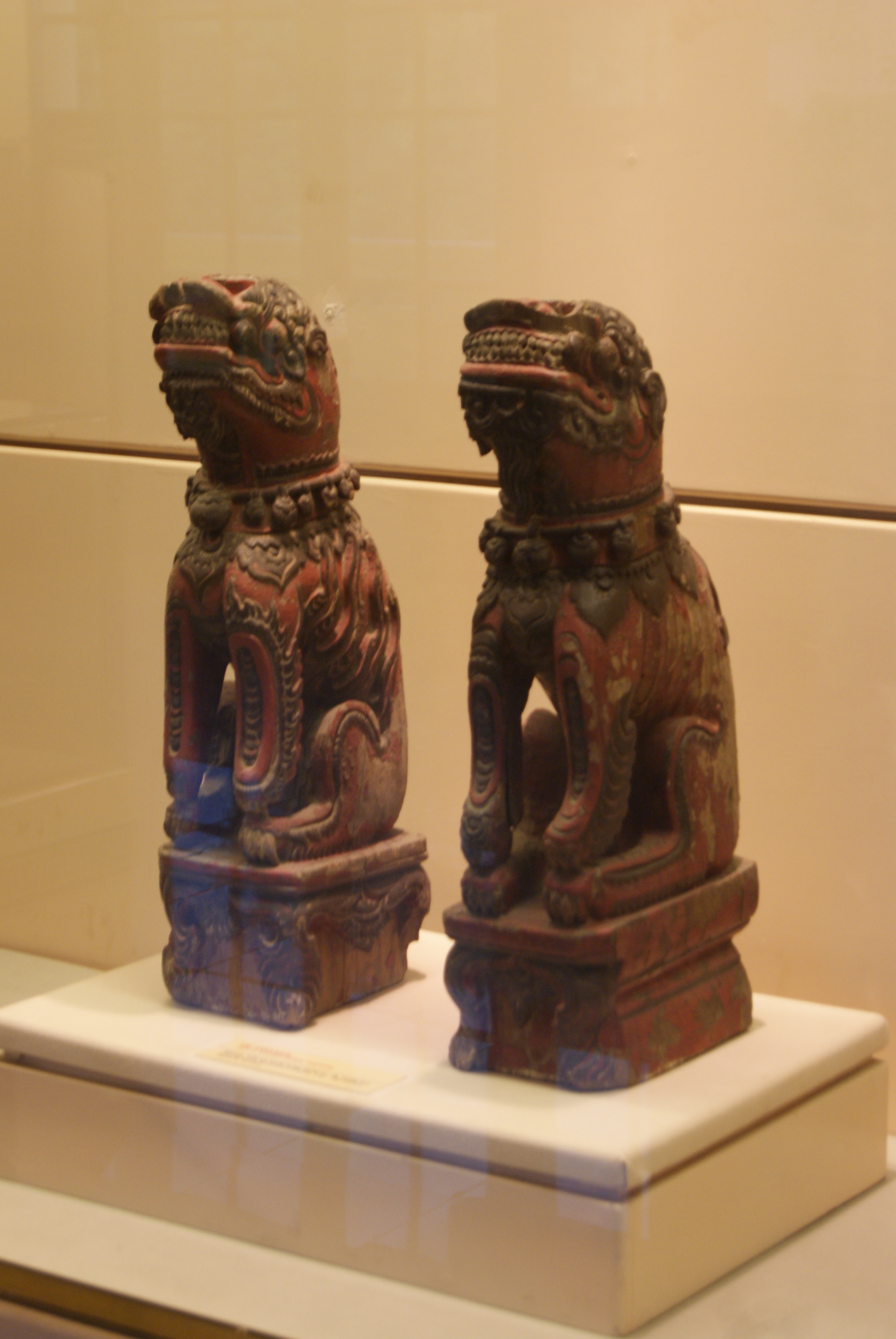
응에 (신화 짐승)인형, 진홍색 및 금박 나무, 17세기